# Liste der Stolpersteine in Frankenthal (Pfalz)
In der Liste der Stolpersteine in Frankenthal (Pfalz) werden die vorhandenen Gedenksteine aufgeführt, die im Rahmen des Projektes Stolpersteine des Künstlers Gunter Demnig in Frankenthal (Pfalz) bisher verlegt worden sind.
| Adresse                                                     | Inschrift Person | Verlegedatum  | Bild | Anmerkung |
| ----------------------------------------------------------- | --- | ------------- | ---- | --- |
| Bahnhofstraße 2 (Standort)                                  | Hier wohnte Moritz Nachmann Jg. 1862 deportiert 1942 Theresienstadt ermordet 27.12.1943                                                                          | 9. Sep. 2021  |      | |
| Bahnhofstraße 2 (Standort)                                  | Hier wohnte Meta Nachmann geb.Rosenmeyer Jg. 1875 deportiert 1942 Theresienstadt ermordet 28.4.1944                                                              | 9. Sep. 2021  |      | |
| Bahnhofstraße 2 (Standort)                                  | Hier wohnte Ludwig Nachmann Jg. 1899 Flucht 1937 Italien Frankreich 1940 USA                                                                                     | 9. Sep. 2021  |      | |
| Bahnhofstraße 2 (Standort)                                  | Hier wohnte Kurt Siegfried Nachmann Jg. 1902 Flucht 1937 Italien USA                                                                                             | 9. Sep. 2021  |      | |
| Bahnhofstraße 2 (Standort)                                  | Hier wohnte Irene Irma Nachmann Jg. 1904 unfreiwillig verzogen 1936 München deportiert Auschwitz Ravensbrück befreit                                             | 9. Sep. 2021  |      | |
| Bahnhofstraße 2 (Standort)                                  | Hier wohnte Hans Arthur Nachmann Jg. 1910 unfreiwillig verzogen 1937 Mannheim Flucht 1938 USA                                                                    | 9. Sep. 2021  |      | |
| Bahnhofstraße 6 (Standort)                                  | Hier wohnte Fritz Lang Jg. 1907 „Schutzhaft“ 1938 Dachau deportiert 1940 Gurs interniert Drancy 1942 Auschwitz befreit                                           |               |      | |
| Bahnhofstraße 6 (Standort)                                  | Hier wohnte Ida Lang geb. Bähr Jg. 1909 deportiert 1940 Gurs 1942 Auschwitz ermordet 31.12.1942                                                                  |               |      | |
| Bahnhofstraße 6 (Standort)                                  | Hier wohnte Freya Karoline Lang Jg. 1934 deportiert 1940 Gurs interniert Rivesaltes mit Hilfe versteckt überlebt                                                 |               |      | |
| Bahnhofstraße 6 (Standort)                                  | Hier wohnte Alfred Salmon Jg. 1890 „Schutzhaft“ 1938 Dachau interniert 1940 Gurs ermordet 18.9.1941                                                              |               |      | |
| Bahnhofstraße 6 (Standort)                                  | Hier wohnte Selma Salmon Jg. 1893 deportiert 1940 Gurs interniert Drancy 1942 Auschwitz ermordet 12.8.1942                                                       |               |      | |
| Bahnhofstraße 6 (Standort)                                  | Hier wohnte Edwin Adolf Salmon Jg. 1925 deportiert 1940 Gurs interniert Drancy 1942 Auschwitz ermordet 23.1.1943                                                 |               |      | |
| Bahnhofstraße 16 (Standort)                                 | Hier wohnte Bernhard Reinhard Jg. 1866 deportiert 1940 Gurs Récébédou tot 31.10.1941                                                                             | 7. Apr. 2006  |      | |
| Bahnhofstraße 16 (Standort)                                 | Hier wohnte Rosa Reinhard geb. Auerbach Jg. 1875 deportiert 1940 Gurs überlebt                                                                                   | 7. Apr. 2006  |      | |
| Bahnhofstraße 16 (Standort)                                 | Hier wohnte Friedrich Josef Reinhard Jg. 1898 Flucht 1933 überlebt in Palästina                                                                                  | 7. Apr. 2006  |      | |
| Bahnhofstraße 16 (Standort)                                 | Hier wohnte Hans Siegfried Reinhard Jg. 1901 ausgewandert 1938 Palästina                                                                                         | 7. Apr. 2006  |      | |
| Bahnhofstraße 33 Landgericht Frankenthal (Pfalz) (Standort) | Hier arbeitete Ferdinand Georg Altschüler Jg. 1883 entlassen 1933 deportiert 1945 Theresienstadt befreit                                                         | 12. Apr. 2019 |      | Ferdinand Georg Altschüler wurde am 25. Februar 1883 in Kaiserslautern geboren. Er studierte an den Universitäten von München und Heidelberg. Im Jahr 1913 trat er in den bayerischen Justizdienst ein und heiratete vier Jahre später. Seine Laufbahn führte ihn 1931 nach Frankenthal, wo er Landgerichtsrat und Richter am Landgericht wurde. Im Alter von 50 Jahren wurde Altschüler auf Grund des Gesetzes zur Wiederherstellung des Berufsbeamtentums durch die Nationalsozialisten in den Ruhestand versetzt. Im März 1942 wurde er in „Schutzhaft“ genommen. Erst Mitte Februar 1945 kam er in das KZ Theresienstadt, da seine evangelische Ehefrau Sofia geb. Labroisse die Scheidung verweigert hatte. Altschüler überlebte und kehrte 1945 nach Frankenthal zurück. Noch im selben Jahr wurde er dort zuerst Direktor des Amtsgerichts und im Juli 1946 Präsident des Landgerichts. Bis 1949 hatte er dieses Amt inne. Das Ehepaar zog nach Heidelberg um, wo Altschüler am 8. August 1954 starb. Seine Witwe überlebte ihn um knapp zehn Jahre. |
| Bahnhofstraße 33 Landgericht Frankenthal (Pfalz) (Standort) | Hier arbeitete Friedrich Jakob Becker Jg. 1866 zwangspensioniert 1933 gedemütigt/entrechtet tot 3.1.1938 Wiesbaden                                               | 12. Apr. 2019 |      | Friedrich Jakob Becker war von 1920 bis 1926 Präsident des Landgerichts. Er gehörte auch kurze Zeit dem bayerischen Landtag an. Als Präsident des OLG Zweibrücken trat er den neuen Machthabern entgegen und wurde 1933 zwangspensioniert. Seine Witwe beging 1943 Selbstmord. |
| Bahnhofstraße 33 Landgericht Frankenthal (Pfalz) (Standort) | Hier arbeitete Dr. Isidor Dreyfuss Jg. 1869 gedemütigt/entrechtet tot 25.12.1936 Mainz                                                                           | 12. Apr. 2019 |      | Isidor Dreyfuss, im Ersten Weltkrieg mehrfach ausgezeichnet, war von 1912 bis 1920 Bezirks- und Landgerichtsarzt in Frankenthal. Seine Familie wurde 1938 in die Emigration gezwungen. |
| Bahnhofstraße 33 Landgericht Frankenthal (Pfalz) (Standort) | Hier arbeitete Dr. Alfons Kalter Jg. 1879 im Widerstand verhaftet 1933 Arbeitslager Neustadt Flucht in den Tod 29.10.1934 Mannheim                               | 12. Apr. 2019 |      | Alfons Kalter war Rechtsanwalt im Landkreis Frankenthal. Als Gegner der nationalsozialistischen Bewegung kam er in „Schutzhaft“, wo er versuchte, sich das Leben zu nehmen. Danach wohnte er in Frankenthal und erfuhr beruflich Schikanen. Vor einer Befragung durch die Kriminalpolizei beging er in Mannheim Suizid. |
| Bahnhofstraße 33 Landgericht Frankenthal (Pfalz) (Standort) | Hier arbeitete Dr. Moritz Mayer Jg. 1864 Berufsverbot 1938 verhaftet 1940 Gefängnis Preungesheim entlassen 1941 deportiert 1942 Theresienstadt ermordet 3.9.1942 | 12. Apr. 2019 |      | Moritz Mayer war von 1891 bis 1920 und 1925 bis 1938 als Rechtsanwalt am Landgericht Frankenthal zugelassen. Er war vier Jahre lang Stadtrat und ehrenamtlich für viele Vereine und Institutionen der Stadt und der Pfalz tätig. Nach Haft in Frankfurt-Preungesheim starb Mayer im KZ Theresienstadt. |
| Bahnhofstraße 33 Landgericht Frankenthal (Pfalz) (Standort) | Hier arbeitete Dr. Ludwig Nachmann Jg. 1899 Verzicht auf Zulassung Flucht 1937 Italien Frankreich verhaftet/interniert 1940 USA                                  | 12. Apr. 2019 |      | Ludwig Nachmann war im Ersten Weltkrieg Frontsoldat. Bis 1933 war er Präsident des Fußballvereins Frankenthal (FV) und von 1926 bis 1937 Rechtsanwalt in dieser Stadt. Im Jahr 1937 konnte er mit seinen beiden Brüdern emigrieren, seine Schwester Irma überlebte die KZ Auschwitz und Ravensbrück. Die Eltern wurden im KZ Theresienstadt ermordet. |
| Bahnhofstraße 33 Landgericht Frankenthal (Pfalz) (Standort) | Hier arbeitete Ludwig Ritterspacher Jg. 1883 zwangspensioniert 1937 mit Hilfe überlebt                                                                           | 12. Apr. 2019 |      | Ludwig Ritterspacher war seit 1925 Richter und Landgerichtsrat in Frankenthal. Er war dort Stadtrat und ehrenamtlich engagiert. Nachdem andere Versuche scheiterten wurde er 1937 als „jüdisch versippt“ aus dem Staatsdienst entlassen. Nach 1945 war er Landgerichts- und bis 1949 Oberlandesgerichtspräsident. Ritterspacher ist einer der Gründerväter des Landes Rheinland-Pfalz. |
| Bahnhofstraße 33 Landgericht Frankenthal (Pfalz) (Standort) | Hier arbeitete Dr. Gustav Schulz Jg. 1881 Flucht 1935 Frankreich 1936 Holland USA                                                                                | 12. Apr. 2019 |      | Der Frankenthaler Gustav Schulz ist Offizier im Ersten Weltkrieg. Von 1908 bis 1936 ist er am Landgericht Frankenthal als Rechtsanwalt zugelassen. Bereits 1935 ging er über Frankreich in die Emigration. |
| Bahnhofstraße 33 Landgericht Frankenthal (Pfalz) (Standort) | Hier arbeitete Dr. Karl Schulz Jg. 1875 „Schutzhaft“ 1933 Gefängnis Frankenthal Arbeitsaufgabe erzwungen Flucht 1934 Holland 1939 USA                            | 12. Apr. 2019 |      | Der Frankenthaler Karl Schulz, der ältere Bruder von Gustav, war von 1900 bis 1933 Rechtsanwalt am Landgericht Frankenthal. Als über die Pfalz hinaus bekannter Spezialist für Weinrecht wurde er 1933 in Schutzhaft genommen und zur Aufgabe seines Berufs gezwungen. Über die Niederlande und Kuba gelangte Schulz in die USA. |
| Eisenbahnstraße 20 (Standort)                               | Hier wohnte Viktor Weil Jg. 1871 deportiert 1940 Gurs ermordet 12.1.1942 in Récébédou                                                                            | 12. Apr. 2005 |      | |
| Eisenbahnstraße 20 (Standort)                               | Hier wohnte Emma Weil geb. Weil Jg. 1880 deportiert 1940 Gurs ermordet 16.11.1940                                                                                | 12. Apr. 2005 |      | |
| Eisenbahnstraße 20 (Standort)                               | Hier wohnte Elisabeth Weil geb. Schwarz JG. 1886 deportiert 1940 Gurs ermordet 28.1.1942 in Récébédou                                                            | 12. Apr. 2005 |      | |
| Fischergasse ehemals Kleine Färbergasse (Standort)          | Hier wohnte Philipp Adler Flucht 1938 Frankreich deportiert 1942 ermordet in Auschwitz                                                                           | 12. Apr. 2005 |      | |
| Fischergasse ehemals Kleine Färbergasse (Standort)          | Hier wohnte Ludwig Adler Jg. 1892 Flucht 1938 Frankreich deportiert 1943 ermordet in Auschwitz                                                                   | 12. Apr. 2005 |      | Ludwig Adler war der Vetter von Ludwig Marum |
| Fischergasse ehemals Kleine Färbergasse (Standort)          | Hier wohnte Alice Adler geb. Adler Jg. 1900 deportiert 1940 Gurs ermordet in Auschwitz                                                                           | 12. Apr. 2005 |      | |
| Fischergasse ehemals Kleine Färbergasse (Standort)          | Hier wohnte Lotte Eva Adler Jg. 1926 Flucht 1938 Frankreich deportiert 1943 ermordet in Auschwitz                                                                | 12. Apr. 2005 |      | |
| Fischergasse ehemals Kleine Färbergasse (Standort)          | Hier wohnte Ludwig Marum Jg. 1882 verhaftet 10.3.1933 KZ Kislau ermordet 28.3.1934                                                                               | 7. Nov. 2006  |      | Ludwig Marum wurde am 5. November 1882 in Frankenthal geboren. Er wurde Rechtsanwalt, Landtags- und Reichstagsabgeordneter sowie Justizminister in Baden. Er setzte sich für die Weimarer Demokratie und gegen den Nationalsozialismus ein. Im Jahr 1933 wurde Ludwig Marum inhaftiert und am 29. März 1934 im KZ Kislau ermordet. Für Ludwig Marum wurden zwei Stolpersteine in Karlsruhe verlegt. |
| Foltzring 15 (Standort)                                     | Hier wohnte Dr. Ernst Rahlson Jg. 1877 Berufsverbot 1938 deportiert 1944 Theresienstadt ermordet 17.1.1944                                                       | 18. Aug. 2014 |      | Rahlson war Augenarzt. |
| Foltzring 15 (Standort)                                     | Hier wohnte Anna Rahlson geb. Mehrle Jg. 1888 gedemütigt/entrechtet tot 27.10.1939                                                                               | 18. Aug. 2014 |      | Frau Rahlson war katholisch, ihr Tod war die Folge ständiger Drangsalierung. |
| Foltzring 15 (Standort)                                     | Hier wohnte Erich Rahlson Jg. 1913 Flucht 1939 USA | 18. Aug. 2014 |      | |
| Gabelsbergerstraße 5 (Standort)                             | Hier wohnte Dr. Nathan Nathan Jg. 1863 deportiert 1940 Gurs tot 4.11.1940                                                                                        |               |      | |
| Heinrich-Heine-Straße 3 (Standort)                          | Hier wohnte Heinrich Lurch Jg. 1855 deportiert 1940 Gurs tot 22.11.1940                                                                                          | 7. Apr. 2006  |      | |
| Heinrich-Heine-Straße 3 (Standort)                          | Hier wohnte Flora Lurch geb. Dosenheimer Jg. 1864 deportiert 1940 Gurs überlebt                                                                                  | 7. Apr. 2006  |      | |
| Heinrich-Heine-Straße 3 (Standort)                          | Hier wohnte Marie Luise Lurch Jg. 1894 deportiert 1940 Gurs überlebt                                                                                             | 7. Apr. 2006  |      | |
| Hintergasse 4 (Eppstein) (Standort)                         | Hier wohnte Hedwig Jotter geb. Levi Jg. 1904 deportiert 9.3.1943 Theresienstadt tot 1945                                                                         |               |      | |
| Johannes-Mehring-Straße 5 (Standort)                        | Hier lehrte Dr. Margit Gutmann Jg. 1903 deportiert 1943 ermordet in Auschwitz                                                                                    |               |      | |
| Johannes-Mehring-Straße 5 (Standort)                        | Hier lernte Lotte Eva Adler Jg. 1928 Flucht 1939 Frankreich interniert Drancy deportiert 1943 ermordet in Auschwitz                                              |               |      | |
| Johannes-Mehring-Straße 5 (Standort)                        | Hier lernte Edith Samuel Jg. 1925 Flucht 1938 Schweiz überlebt                                                                                                   |               |      | |
| Johannes-Mehring-Straße 5 (Standort)                        | Hier lernte Doris Samuel Jg. 1922 Flucht 1938 Schweiz überlebt                                                                                                   |               |      | |
| Johannes-Mehring-Straße 5 (Standort)                        | Hier lernte Hannah Schottland Jg. 1922 Flucht 1937 England USA überlebt                                                                                          |               |      | |
| Johannes-Mehring-Straße 5 (Standort)                        | Hier lernte Lieselotte Lina Blum Jg. 1920 Flucht 1939 Brasilien überlebt                                                                                         |               |      | |
| Kanalstraße 2 (Standort)                                    | Hier wohnte Edmund Kahn Jg. 1877 deportiert 1940 Gurs ermordet 22.8.1943 in Noé                                                                                  | 12. Apr. 2005 |      | |
| Kanalstraße 2 (Standort)                                    | Hier wohnte Johanna Kahn geb. Löb Jg. 1878 deportiert 1940 Gurs ermordet 28.10.1941                                                                              | 12. Apr. 2005 |      | |
| Kanalstraße 2 (Standort)                                    | Hier wohnte Emil Elias Kahn Jg. 1905 Flucht 1937 Amsterdam deportiert ermordet 17.9.1943 in Auschwitz                                                            | 12. Apr. 2005 |      | |
| Kanalstraße 16 (Standort)                                   | Hier wohnte Karolina Heimann geb. Delheim Jg. 1886 Flucht 1938 USA                                                                                               |               |      | |
| Kanalstraße 16 (Standort)                                   | Hier wohnte Adolf Heimann Jg. 1880 Flucht 1938 USA |               |      | |
| Kanalstraße 16 (Standort)                                   | Hier wohnte Erich Heimann Jg. 1910 Flucht 1937 USA |               |      | |
| Kanalstraße 16 (Standort)                                   | Hier wohnte Ilse Hildegard Heimann Jg. 1914 Flucht 1935 USA |               |      | |
| Lambsheimer Straße 79 (Standort)                            | Hier wohnte Dr. Siegfried Samuel Jg. 1885 Gestapohaft 1938 KZ Dachau Flucht 1939 Schweiz tot 23.11.1941 Haftfolgen                                               |               |      | |
| Lambsheimer Straße 79 (Standort)                            | Hier wohnte Hulda Samuel geb. Besser Jg. 1895 Flucht 1939 Schweiz                                                                                                |               |      | |
| Lambsheimer Straße 79 (Standort)                            | Hier wohnte Doris Thea Samuel Jg. 1922 Flucht 1938 Schweiz |               |      | |
| Lambsheimer Straße 79 (Standort)                            | Hier wohnte Edith Samuel Jg. 1929 Flucht 1938 Schweiz |               |      | |
| Max-Friedrich-Straße 4 (Standort)                           | Hier wohnte Berta Blum geb. Loeb Jg. 1860 tot 1940 in Nürnberg                                                                                                   |               |      | |
| Max-Friedrich-Straße 4 (Standort)                           | Hier wohnte Stephanie Flesch geb. Gutmann Jg. 1872 Flucht 1939 Brasilien überlebt                                                                                |               |      | |
| Max-Friedrich-Straße 4 (Standort)                           | Hier wohnte Dr. Robert W. Blum Jg. 1883 verhaftet 10.11.1938 KZ Dachau Flucht 1939 Brasilien tot an Haftfolgen 20.9.1941                                         |               |      | |
| Max-Friedrich-Straße 4 (Standort)                           | Hier wohnte Luise Ch. Blum geb. Flesch Jg. 1895 Flucht 1939 Brasilien überlebt                                                                                   |               |      | |
| Max-Friedrich-Straße 4 (Standort)                           | Hier wohnte Lieselotte Lina Blum Jg. 1920 Flucht 1939 Brasilien überlebt                                                                                         |               |      | |
| Max-Friedrich-Straße 4 (Standort)                           | Hier wohnte Hannelore Ida Blum Jg. 1934 Flucht 1939 Brasilien überlebt                                                                                           |               |      | |
| Mörscher Straße 6 (Standort)                                | Hier wohnte Heinrich Schottland Jg. 1884 Flucht 1938 USA | 18. Aug. 2014 |      | Heinrich Schottland war 18 Jahre Rabbiner, nach der Emigration in die USA änderte die Familie ihren Namen in Shotland. |
| Mörscher Straße 6 (Standort)                                | Hier wohnte Eugenia Schottland Jg. 1880 Flucht 1938 USA | 18. Aug. 2014 |      | |
| Mörscher Straße 6 (Standort)                                | Hier wohnte Dr. Alexander Schottland Jg. 1907 Flucht 1938 USA | 18. Aug. 2014 |      | |
| Mörscher Straße 6 (Standort)                                | Hier wohnte Dr. Edwin Schottland Jg. 1908 Flucht 1937 USA | 18. Aug. 2014 |      | Edwin Schottland (* 18. Dezember 1908 in Rülzheim – † 26. September 1993 in Silver Spring/USA.). Unterlagen in der University of Chicago Library legen nahe, dass Edwin Schottland Anfang der 1930er Jahre bei Arnold Sommerfeld in München studiert hat. Auf einer amerikanischen Webseite wird sein akademischer Werdegang wie folgt beschrieben: Bachelor of Science, University Munich, 1931. Master of Science, University Munich, 1932. Doctor of Philosophy in Phil., University Heidelberg, 1934. Diese Dissertation trägt den Titel Über die topologische Struktur der 3-dimensionalen Mannigfaltigkeiten, insbesondere der Sphäre. er soll zum Dr. rer. nat promoviert worden sein. Die zuvor zitierte amerikanische Webseite, von der die nachfolgenden Angaben stammen, behauptet, Schottland habe bis zu seiner Ausreise als Lehrer für Mathematik und Physik an Höheren Schulen unterrichtet, nennt aber keine Namen. Gesichert aber ist: „Dr. Schottland war Studienassessor und ledig, als er am 17. Mai 1934 aus Frankenthal/Pfalz nach Coburg gezogen ist um im Internat von Hermann Hirsch zu arbeiten. Am 9. April 1935 meldete er sich wieder ab und zog zurück nach Frankenthal.“ Nach der Emigration der Familie Schottland im Jahre 1937 hat Edwin Schottland in den USA bis 1950 als Ingenieur gearbeitet, unterbrochen von seiner Zeit in der US-Army von 1942-1945. Von 1950 bis 1985 arbeitete er als Physiker und Forschungs-Projektleiter an der Johns-Hopkins-Universität in Baltimore. Ab 1986 war er als Berater tätig. Edwin Schottland war Mitglied der Washington Academy of Sciences, der Philosophical Society Washington, der American Physical Society und von Sigma Xi. Seit dem 19. Mai 1946 war Edwin Schottland mit Marianne Hess-Blumenthal verheiratet. Das Ehepaar hatte zwei Söhne. |
| Mörscher Straße 6 (Standort)                                | Hier wohnte Dr. Gertrude Schottland Jg. 1910 Flucht 1936 USA | 18. Aug. 2014 |      | |
| Mörscher Straße 6 (Standort)                                | Hier wohnte Hannah Schottland Jg. 1922 Flucht 1937 England USA                                                                                                   | 18. Aug. 2014 |      | |
| Neumayerring 34 (Standort)                                  | Hier wohnte Berthold Pfeifer Jg. 1895 „Schutzhaft“ 1938 Dachau deportiert 1940 Gurs interniert Drancy 1942 Auschwitz ermordet                                    |               |      | |
| Neumayerring 34 (Standort)                                  | Hier wohnte Toni Pfeifer geb. Dellheim Jg. 1896 deportiert 1940 Gurs interniert Drancy 1942 Auschwitz ermordet 31.8.1942                                         |               |      | |
| Neumayerring 34 (Standort)                                  | Hier wohnte Robert David Pfeifer Jg. 1920 „Schutzhaft“ 1938 Dachau unfreiwillig verzogen 1938 Mannheim Flucht 1940 USA                                           |               |      | |
| Neumayerring 34 (Standort)                                  | Hier wohnte Paula Pfeifer Jg. 1922 deportiert 1942 Gurs Flucht mit Hilfe 1942 USA                                                                                |               |      | |
| Pilgerstraße 2 (Standort)                                   | Hier wohnte Emil Dosenheimer Jg. 1870 Berufsverbot tot 16.2.1936                                                                                                 | 7. Apr. 2006  |      | |
| Pilgerstraße 2 (Standort)                                   | Hier wohnte Paula Dosenheimer geb. Friedmann Jg. 1884 Gurs Flucht 1942 überlebt                                                                                  | 7. Apr. 2006  |      | |
| Pilgerstraße 2 (Standort)                                   | Hier wohnte Ernst Karl Dosenheimer Jg. 1907 Flucht 1938 überlebt                                                                                                 | 7. Apr. 2006  |      | |
| Pilgerstraße 2 (Standort)                                   | Hier wohnte Gertrud Helena Dosenheimer Jg. 1910 Flucht 1937 überlebt                                                                                             | 7. Apr. 2006  |      | |
| Speyerer Straße 34 (Standort)                               | Hier wohnte Moses Blumenstiel Jg. 1866 deportiert 1942 ermordet in Theresienstadt                                                                                | 12. Apr. 2005 |      | |
| Speyerer Straße 48 (Standort)                               | Hier wohnte Jakob Meisel Jg. 1869 gedemütigt/entrechtet tot 21.3.1933                                                                                            |               |      | |
| Speyerer Straße 48 (Standort)                               | Hier wohnte Lina Meisel geb. Kahn Jg. 1866 gedemütigt/entrechtet tot 18.2.1940                                                                                   |               |      | |
| Speyerer Straße 48 (Standort)                               | Hier wohnte Ernst H. Meisel Jg. 1900 im Widerstand denunziert verhaftet 28.6.1938 Dachau, Buchenwald entlassen Mai 1939 Flucht 1939 England                      |               |      | |
| Speyerer Straße 48 (Standort)                               | Hier wohnte Anna Hermine Meisel Jg. 1903 deportiert 1940 Gurs interniert Drancy 1942 Auschwitz ermordet                                                          |               |      | |
| Sterngasse 2 (Standort)                                     | Hier wohnte Karl Huber Jg. 1904 im Widerstand verhaftet April 1935 Flugblätter verteilt inhaftiert in mehreren Gefängnissen, KZ 1942 Buchenwald befreit          |               |      | |
| Vierlingstraße 13 (Standort)                                | Hier wohnte Klara Brunner geb. Heilbrunner Jg. 1874 deportiert 1940 Gurs Flucht 1941 USA                                                                         |               |      | |
| Vierlingstraße 13 (Standort)                                | Hier wohnte Ria Gümbel Jg. 1923 deportiert 1940 interniert Rivesaltes geflohen mit Hilfe überlebt                                                                |               |      | |
| Vierlingstraße 13 (Standort)                                | Hier wohnte Emil Rosenberg Jg. 1889 deportiert 1940 Gurs interniert Drancy 1942 Auschwitz ermordet 10.8.1942                                                     |               |      | |
| Vierlingstraße 13 (Standort)                                | Hier wohnte Anna Karolina Rosenberg geb. Brunner Jg. 1899 deportiert 1940 Gurs interniert Drancy 1942 Auschwitz ermordet 10.8.1942                               |               |      | |
| Vierlingstraße 15 (Standort)                                | Hier wohnte Siegfried Hirschler Jg. 1887 deportiert 1940 Gurs ermordet in Rivesaltes                                                                             | 12. Apr. 2005 |      | |
| Vierlingstraße 15 (Standort)                                | Hier wohnte Rosa Hirschler geb. Baer Jg. 1895 deportiert 1940 Gurs                                                                                               | 12. Apr. 2005 |      | |
| Vierlingstraße 15 (Standort)                                | Hier wohnte Babette Hirschler geb. Eisenmann Jg. 1858 deportiert 1940 Gurs ermordet 22.12.1940                                                                   | 12. Apr. 2005 |      | |
| Vierlingstraße 15 (Standort)                                | Hier wohnte Margot Hirschler Jg. 1930 deportiert 1940 Gurs Flucht Schweiz                                                                                        |               |      | |
| Vierlingstraße 17 (Standort)                                | Hier wohnte David Leva Jg. 1870 Flucht 1938 Frankreich tot 7.10.1939 Laferté-sur-Amance                                                                          |               |      | |
| Vierlingstraße 17 (Standort)                                | Hier wohnte Emma Bodenheimer geb. Leva Jg. 1867 gedemütigt/entrechtet tot 10.11.1938                                                                             |               |      | |
| Vierlingstraße 17 (Standort)                                | Hier wohnte Johanna Leva geb. Wallach Jg. 1879 Flucht 1938 Frankreich verhaftet 1944 interniert Drancy deportiert 1944 ermordet in Auschwitz                     |               |      | |
| Vierlingstraße 17 (Standort)                                | Hier wohnte Max Leva Jg. 1910 Flucht 1933 Frankreich mit Hilfe überlebt                                                                                          |               |      | |
| Vierlingstraße 17 (Standort)                                | Hier wohnte Alfred Leva Jg. 1912 Flucht 1933 Frankreich mit Hilfe überlebt                                                                                       |               |      | |
| Vierlingstraße 17 (Standort)                                | Hier wohnte Alice Bodenheimer Jg. 1900 deportiert 1940 Gurs interniert Drancy 1942 Auschwitz ermordet                                                            |               |      | |
| Vierlingstraße 17 (Standort)                                | Hier wohnte Robert Leva Jg. 1900 gedemütigt/entrechtet tot 18.12.1935                                                                                            |               |      | |
| Vierlingstraße 17 (Standort)                                | Hier wohnte Jakob Ernst Bodenheimer Jg. 1895 „Schutzhaft“ 1938 Dachau Flucht 1939 Holland USA                                                                    |               |      | |
| Westliche Ringstraße 6 (Standort)                           | Hier wohnte Jacob Wolf Jg. 1885 Haft 1938 Dachau deportiert 1940 Gurs-1943 Auschwitz ermordet                                                                    | 7. Apr. 2006  |      | |
| Westliche Ringstraße 6 (Standort)                           | Hier wohnte Claire Wolf geb. Bieler Jg. 1893 Gurs Flucht 1942 überlebt                                                                                           | 7. Apr. 2006  |      | |
| Westliche Ringstraße 6 (Standort)                           | Hier wohnte Heinz Wolf Jg. 1924 deportiert 1940 Gurs-Rivesaltes Auschwitz 1943 ermordet                                                                          | 7. Apr. 2006  |      | |
| Westliche Ringstraße 9 (Standort)                           | Hier wohnte Dr. Richard Mann Jg. 1873 Berufsverbot 1936 Flucht 1938 England                                                                                      | 18. Aug. 2014 |      | Justizrat Mann war Rechtsanwalt und seit 1936 verwitwet. |
| Westliche Ringstraße 9 (Standort)                           | Hier wohnte Dr. Friedrich Mann Jg. 1907 Flucht 1933 England | 18. Aug. 2014 |      | Frederick Alexander Mann CBE war ein sehr bekannter Rechtslehrer und mehrfacher Ehrendoktor. |
| Wormser Straße 19 (Standort)                                | Hier wohnte Maria Müller geb. Federkiel Jg. 1880 im Widerstand/SPD „Schutzhaft“ 1933 Gefängnis Frankenthal verhaftet 29.3.1936 entlassen April 1936              |               |      | |
| Wormser Straße 27 (Standort)                                | Hier wohnte Julius Abraham Jg. 1878 1938 KZ Dachau deportiert 1940 Gurs Majdanek ermordet 9.3.1943                                                               |               |      | |
| Wormser Straße 27 (Standort)                                | Hier wohnte Elsa Abraham geb. Strauss Jg. 1882 deportiert 1940 Gurs überlebt                                                                                     |               |      | |
| Wormser Straße 27 (Standort)                                | Hier wohnte Walter Wilhelm Abraham Jg. 1906 überlebt in Berlin                                                                                                   |               |      | |